# اتفاقية التجارة الحرة بين تشيلي والمكسيك

مواقع دولتي شيلي والمكسيك.

اتفاقية التجارة الحرة بين تشيلي والمكسيك هي اتفاقية تجارية بين تشيلي والمكسيك. تم التوقيع عليها في سانتياغو، تشيلي في 17 أبريل 1998. ودخلت الاتفاقية حيز التنفيذ في 1 أغسطس 1999. كانت هذه المعاهدة الأولى من نوعها للمكسيك والثانية لشيلي بعد اتفاقهم مع كندا. تتمثل أهداف الاتفاقية في تحفيز التوسع والتنوع في التجارة، وإزالة الحواجز أمام التجارة وتعزيز المنافسة العادلة وزيادة فرص الاستثمار وحماية حقوق الملكية الفكرية وإنفاذها ووضع مبادئ توجيهية لمزيد من التعاون وإنشاء إجراءات لتطبيق وإنفاذ معاهدة.

## إحصاءات التجارة
هدفت اتفاقية التجارة الحرة بين تشيلي والمكسيك في الأصل إلى برمجة وأتمتة تحرير 95٪ من المنتجات في عالم التعريفة الجمركية، ولكن تم تحرير 98.3٪ من المنتجات من التعريفات بحلول عام 2016. بين عامي 1998 و2001 زادت واردات المكسيك من تشيلي من 552 مليون دولارًا أمريكيًا إلى 975.0 مليون دولار، وانخفضت واردات تشيلي من المكسيك من 859.9 مليون دولارًا أمريكيًا إلى 532.9 مليون. بحلول عام 2005 زاد إجمالي التجارة بين شيلي والمكسيك بنسبة 1200٪ منذ دخول اتفاقية التجارة الحرة حيز التنفيذ. اعتبارًا من عام 2016 احتلت المكسيك المرتبة العاشرة بين أكبر مستورد للسلع التشيلية، 22٪ منها كانت «الصناعات الحرجية». انخفضت القيمة الإجمالية للبضائع المتبادلة من 4.2 مليار دولار في عام 2008 إلى 3.202 مليار دولار في عام 2016. اعتبارًا من عام 2013 تم تصنيف تشيلي على أنها في المرتبة 22 كأكبر مستورد للسلع المكسيكية.